# CRC картка
CRC-картка (англ. Class-responsibility-collaboration card) - це інструмент мозкового штурму що використовується при проектуванні об'єктно-орієнтованого ПЗ. Спершу вони були запропоновані Вордом Каннінгемом та Кентом Беком як навчальний інструмент, але також були популярними і серед спеціалістів і рекомендуються прихильниками екстремального програмування. Мартін Фаулер описав CRC-картки як життєздатну альтернативу  діаграмам послідовностей в  UML щоб проектувати динаміку взаємодії між об'єктами.
Для кожного класу/об'єкта що проектується, використовують окрему картку. Її розбивають на три частини:
1. Вгорі назва класу
2. Зліва - обов'язки класу
3. Справа - класи з якими даний клас співпрацює аби виконати свої обов'язки

Використання маленьких карток зменшує складність моделі, фокусуючи інженерів на сутності класу і не дозволяючи заглиблюватись в його деталі і реалізацію. Також це не дозволяє класу отримати забагато обов'язків. 

## Зноски
1. ↑  Beck, Kent; Cunningham, Ward (Feb 2012), A laboratory for teaching object oriented thinking, ACM SIGPLAN Notices, india, NY, USA: Abg, 24 (10): 1—6, doi:10.1145/74878.74879, ISBN 0-89791-333-7
2. ↑  Martin Fowler, UML Distilled, chapter 4
3. ↑  A concise introduction at extremeprogramming.org. Архів оригіналу за 26 жовтня 2019. Процитовано 2 січня 2018.